# Claude Brulé
Pour les articles homonymes, voir Brulé.
Claude Brulé est un journaliste, dramaturge, scénariste et dialoguiste français, né le 22 novembre 1925 dans le 9e arrondissement de Paris où il est mort le 30 septembre 2012.

## Biographie
Claude Lucien Brulé naît le 22 novembre 1925 dans le quartier de Pigalle (9e arr.). Son père, Lucien Brulé (1887-1964), est acteur puis directeur du théâtre Antoine ; son oncle, André Brulé (1879-1953), est un célèbre acteur du début du siècle et directeur du théâtre de la Madeleine.
Après des études de lettres, il devient journaliste à Paris-Match (1952-53), puis chef du service spectacles, directeur des informations et enfin adjoint à la rédaction en chef (1953-60) de Paris-Presse. En 1960, il est conseiller à la direction du magazine Elle (1960).
En 1959, sa rencontre avec Roger Vadim va changer sa vie : il coécrit avec lui le scénario des Liaisons dangereuses. Ce premier film lui vaudra un procès de la Société des gens de lettres qui tente de faire interdire le film. Vadim et lui seront défendus par un « jeune » avocat (mais ancien ministre), François Mitterrand, qui gagnera le procès (seule exigence : la mention « 1960 » sera accolée au titre du film). C'est le début d'une longue amitié avec Vadim qui donnera plusieurs films : Et mourir de plaisir, La Bride sur le cou, Barbarella, etc.
En 1961, c'est la rencontre avec Luchino Visconti pour qui il écrit les dialogues français et une partie du scénario de Rocco et ses frères. S'il travaille beaucoup pour l'Italie dans les années 1960, il réalise également en France les adaptations d'œuvres très populaires comme Angélique, marquise des anges, Merveilleuse Angélique et Paris brûle-t-il ?.
Dans les années 1970, il commence à écrire pour la télévision, devenant scénariste de quelques-unes des grandes dramatiques de l'époque : La Dame de Monsoreau, Molière pour rire et pour pleurer, Voltaire ou Ce diable d'homme, Le Roi qui vient du sud, Blanc, bleu, rouge ou encore L'Argent dans les années 1980. Il est aussi l'adaptateur et le scénariste de séries à succès comme Arsène Lupin.
Claude Brulé a également fait quelques apparitions à l'écran, réalisé un téléfilm Le Siècle des Lumières d'après sa pièce créée en 1974 au théâtre du Palais-Royal et écrit les paroles d'une chanson Le soleil se lève à l'est générique du téléfilm éponyme interprété par Johnny Hallyday.
À la fin de sa carrière, il s'engage dans la défense du droit d'auteur et devient président de la Société des auteurs et compositeurs dramatiques (SACD) de 1988 à 1990 et de 1992 à 1994, puis administrateur et délégué aux affaires juridiques au conseil d'administration. Il a aussi été vice-président du Fonds d'aide au théâtre privé de 1988 à 2002, président d'Utopie  (Institut international du théâtre-Unesco) en 2000,  secrétaire général des Molières de 2000 à 2004, vice-président puis président de la Société pour l'administration du droit de reproduction mécanique (SDRM) en 2006-2010, président du Conseil international des auteurs dramatiques et littéraires (CIADL), vice-président de la Confédération internationale des sociétés d'auteurs et compositeurs (CISAC), administrateur de la Sécurité sociale des auteurs (AGESSA) et Chargé de cours à l'Université Paris IV-Sorbonne sur le droit d'auteur.
Il meurt à Paris le 30 septembre 2012 d'une crise cardiaque, à l'âge de 86 ans,,, alors qu'il était encore médiateur juridique de la SACD. Ses obsèques sont célébrées en l'église Saint-Roch le 5 octobre.

## Théâtre
- 1969 : Les Grosses Têtes  de Jean Poiret et Michel Serrault, théâtre de l'Athénée - coécriture
- 1974 : Le Siècle des Lumières, mise en scène Jean-Laurent Cochet, théâtre du Palais-Royal
- 1974 : La Chanson des années folles
- 1976 : Secrets de Paris
- 1985 : Hugo l'homme qui dérange d'après Alain Decaux, mise en scène Paul-Émile Deiber, Théâtre national de l'Odéon
- 1987 : Le Plaisir de dire non

## Romans
- 1970 : Rose rouge pour Agathe, Odege-Filipacchi, collection Mlle age tendre
- 1970 : Agathe chérie, Odege-Filipacchi, collection Mlle age tendre

## Filmographie

### En tant que scénariste, adaptateur et/ou dialoguiste

#### Cinéma
- 1959 : Les Liaisons dangereuses 1960 de Roger Vadim d'après Choderlos de Laclos
- 1959 : Recours en grâce de László Benedek
- 1960 : Et mourir de plaisir de Roger Vadim d'après Sheridan Le Fanu
- 1960 : Les Adolescentes  d'Alberto Lattuada
- 1960 : Rocco et ses frères de Luchino Visconti
- 1961 : La Proie pour l'ombre d'Alexandre Astruc d'après Françoise Sagan
- 1961 : La Bride sur le cou de Jean Aurel, Jack Dunn Trop et Roger Vadim
- 1961 : L'Imprévu d'Alberto Lattuada d'après Edoardo Anton
- 1962 : Les Parisiennes, segment Françoise de Claude Barma
- 1964 : Angélique, marquise des anges  de Bernard Borderie d'après  Anne et Serge Golon
- 1965 : Paris-secret, documentaire d'Édouard Logereau
- 1965 : Merveilleuse Angélique  de Bernard Borderie d'après Anne et Serge Golon
- 1965 : Le Jour d'après  de Robert Parrish d'après  George Barr (en)
- 1966 : Paris brûle-t-il ?  de René Clément d'après Larry Collins et Dominique Lapierre
- 1967 : Le Scandale de Claude Chabrol
- 1967 : La Route de Corinthe  de Claude Chabrol d'après  Claude Rank
- 1968 : La Leçon particulière  de Michel Boisrond
- 1968 : Barbarella de Roger Vadim
- 1972 : À la guerre comme à la guerre de Bernard Borderie
- 1979 : Le Roi qui vient du sud de Marcel Camus et Heinz Schirk (de) d'après Heinrich Mann

#### Télévision

##### Téléfilms
- 1976 : Le Siècle des Lumières - également réalisateur
- 1977 : C'est arrivé à Paris de François Villiers
- 1981 : La Ville noire  de Jacques Tréfouël d'après George Sand
- 1984 : Ma fille, mes femmes et moi  de Pier Giuseppe Murgia
- 1988 : L'Argent de Jacques Rouffio d'après Émile Zola

##### Séries télévisées
- 1971 : La Dame de Monsoreau  de Yannick Andréi d'après Alexandre Dumas
- 1971-1973 : Arsène Lupin :
  - Victor de la brigade mondaine de Jean-Pierre Decourt
  - L'Arrestation d'Arsène Lupin de Jean-Pierre Decourt
  - Herlock Sholmes lance un défi de Jean-Pierre Desagnat
- 1972 : Les Évasions célèbres, épisode Le Comte de Lavalette de Jean-Pierre Decourt
- 1972 : Les Évasions célèbres, épisode L'Évasion de Casanova de Jean-Pierre Decourt
- 1973 : Molière pour rire et pour pleurer de Marcel Camus
- 1974 : Le soleil se lève à l'est de François Villiers
- 1977 : Dossiers : Danger immédiat, épisode L'Affaire Martine Desclos de Claude Barma
- 1978 : Voltaire ou Ce diable d'homme de Marcel Camus
- 1981 : Blanc, bleu, rouge de Yannick Andréi

### En tant qu'acteur
- 1968 : La Leçon particulière de Michel Boisrond : le professeur de philosophie
- 1975 : L'Incorrigible de Philippe de Broca : M. Morisson
- 1976 : Folies bourgeoises de Claude Chabrol : le photographe
- 1993 : Amour fou de Roger Vadim : D'Estremont

## Distinctions

### Décorations
- Officier de la Légion d'honneur (31 décembre 1997)[6]
- Commandeur de l'ordre des Arts et des Lettres
- Chevalier de l'ordre des Palmes académiques
- Chevalier de l'ordre de la Couronne

### Récompenses
- Grand prix de la télévision de la SACD (1982)
- Médaille de la SACEM

## Hommages
- « Claude Brulé était le scénariste de multiples chefs-d'œuvre du cinéma : Paris brûle-t-il? de René Clément, Les Liaisons dangereuses de Roger Vadim ou Rocco et ses frères de Visconti. Des films où son génie du texte et des situations (c'était un magnifique auteur dramatique) épousait à merveille le génie propre du cinéma[7]. » Aurélie Filippetti, ministre de la Culture
- « Doublement heureux ceux qui côtoyé Claude Brulé à la SACD. [...] Oui Claude m’a inspiré, m’a stimulé, donné du courage quand on était effondré face au cynisme, à l’aquabonisme, à la dictature du profit et de l’ignorance[8]. » Bertrand Tavernier
- « Claude n'était pas seulement un vrai auteur (et non des moindres!), pas seulement un conteur passionnant, pas seulement un militant des plus fidèles, c'était d'abord un homme de qualité[9]. » Jacques Fansten
- « Que l’exercice soit journalistique, critique ou romanesque, Claude Brulé le maîtrisait avec son sens de la mesure et de l’émotion, comprenant très tôt ce que la sincérité était au texte : toute sa saveur[10]. » SACEM
- « Moi-même j'ignorais l'importance de son œuvre, tant il parlait aux autres et si peu de lui. S'ajoute du coup à l'immense chagrin de son départ le regret de ne pas l'avoir obligé à (se) raconter davantage. C'est ça le problème, avec les authentiques modestes : ils ne se mettent pas en avant. Ce n'est pas une raison pour les oublier[11]. » Isabelle Morini-Bosc, Le Figaro Télé.